# لطفي ماجر
لطفي رابح ماجر لاعب كرة قدم قطري / جزائري يلعب حالياً في نادي الشحانية معار من نادي الدحيل ومنتخب قطر تحت 20 سنة.
و هو ابن اللاعب الجزائري السابق رابح ماجر .

## مسيرة اللاعب
بدأ في نادي بارادو وانتقل إلى قطر وانظم إلى أكاديمية أسباير و لعب بعدها مع نادي الدحيل من عام 2019 و أعير إلى نادي الشحانية في عام 2024.